# Автомотор
Футбольний клуб «Автомотор» або просто «Автомотор» — український радянський футбольний клуб з міста Харків.

## Історія
Футбольна команда «Автомотор» заснована в місті Харків. У 1938 році «Автомотор» стартував у Кубку СРСР. Згодом клуб виступав у регіональних турнірах.